# Aírton Ferreira da Silva
Aírton Ferreira da Silva (Airton Pavilhao; geboren am 31. Oktober 1934 in Porto Alegre; gestorben am 3. April 2012 in Porto Alegre) war ein brasilianischer Fußballspieler.

## Karriere
Seine Karriere begann er 1952 bei Força e Luz. Von 1954 bis 1967 stand er bei Grêmio FBPA unter Vertrag (ausgenommen 1960, bei dem FC Santos).
Nachdem er Grêmio 1967 verlassen hatte, wechselte er erst für ein Jahr zum EC Cruzeiro. Die letzten drei Jahre seiner Karriere (von 1969 bis 1972) stand er bei Cruz Alta unter Vertrag.